# کلر دالی
کلر دالی (زاده ۱۶ آوریل ۱۹۶۸) سیاستمدار ایرلندی، از اعضای چپ‌گرای حزب مستقلان برای تغییر و از ژوئیه ۲۰۱۹ تا ژوئیه ۲۰۲۴ عضو پارلمان اروپا از ایرلند برای حوزه انتخابیه دوبلین بود.
در دهه ۱۹۸۰ میلادی، دالی در نوجوانی یکی از اعضای حزب کارگر بود، اما پس از متهم شدن به تروتسکیسم، هم راستا با برخی اعضا، از حزب کارگر خارج گردید. وی متعاقباً از اعضای مؤسس حزب «کارگر مبارز» بود که بعدها به نام حزب «سوسیالیست» شناخته شد. در سال ۱۹۹۹ میلادی، او به عضویت شورای شهرستان فینگل انتخاب شد و این سمت را به مدت ۱۲ سال حفظ کرد. دالی در انتخابات عمومی ۲۰۱۱ ایرلند به عنوان عضو «حزب سوسیالیست ایرلند» برای حوزه انتخابیه شمال دوبلین انتخاب شد.
از سال ۲۰۱۲، دالی یک ارتباط سیاسی نزدیک با میک والاس تشکیل داده‌است. پس از اینکه والاس از سوی جناح چب به فرار مالیاتی متهم شد، دالی در اوت ۲۰۱۲ و در اعتراض به حزب سوسیالیست، از این حزب خارج شد و خود را دوباره به عنوان عضوی از «اتحاد چپ» معرفی نمود. وی مجدداً در سال ۲۰۱۵ به حزب فعلی خود یعنی «مستقلان برای تغییر» پیوست.
از زمان عضویت در پارلمان اروپا، دالی به دلیل دیدگاه‌های سیاست خارجی خود به ویژه در خصوص روسیه و چین، همواره مورد انتقاد از سوی جناح راست بوده‌است.

## فعالیت سیاسی
دالی در ابتدا به حزب کارگر پیوست و در آنجا به عنوان نماینده جوانان به کمیته اجرایی حزب انتخاب شد. او که یکی از اعضای گرایش مبارز کارگر بود، در سال ۱۹۸۹ در کنار جو هیگینز و دیگر حامیان جناح از حزب اخراج شد. در ابتدا خود را کارگر مبارز نامیدند و در سال ۱۹۹۶ «حزب سوسیالیست ایرلند» را تشکیل دادند.

### عضویت در پارلمان اروپا
در انتخابات ۲۰۱۹ پارلمان اروپا، او برای حوزه انتخابیه دوبلین با مجموعاً ۸۷٬۷۷۰ رای (۱۱٫۶ درصد) منتخب شد و در جایگاه سوم به پارلمان راه یافت.

### اتهامات
وی همواره از سوی رسانه‌های «جناح راست» اروپا مورد اتهام بوده‌است، در ماه دسامبر ۲۰۱۹، تایمز لندن طی گزارشی او را متهم به استخدام خویشاوندان و افراد نزدیک به خود در پارلمان کرد. دالی قبلاً پسر همکار خود، میک والاس، عضو پارلمان اروپا را استخدام کرده بود.

### دیدار با اعضای حشد الشعبی

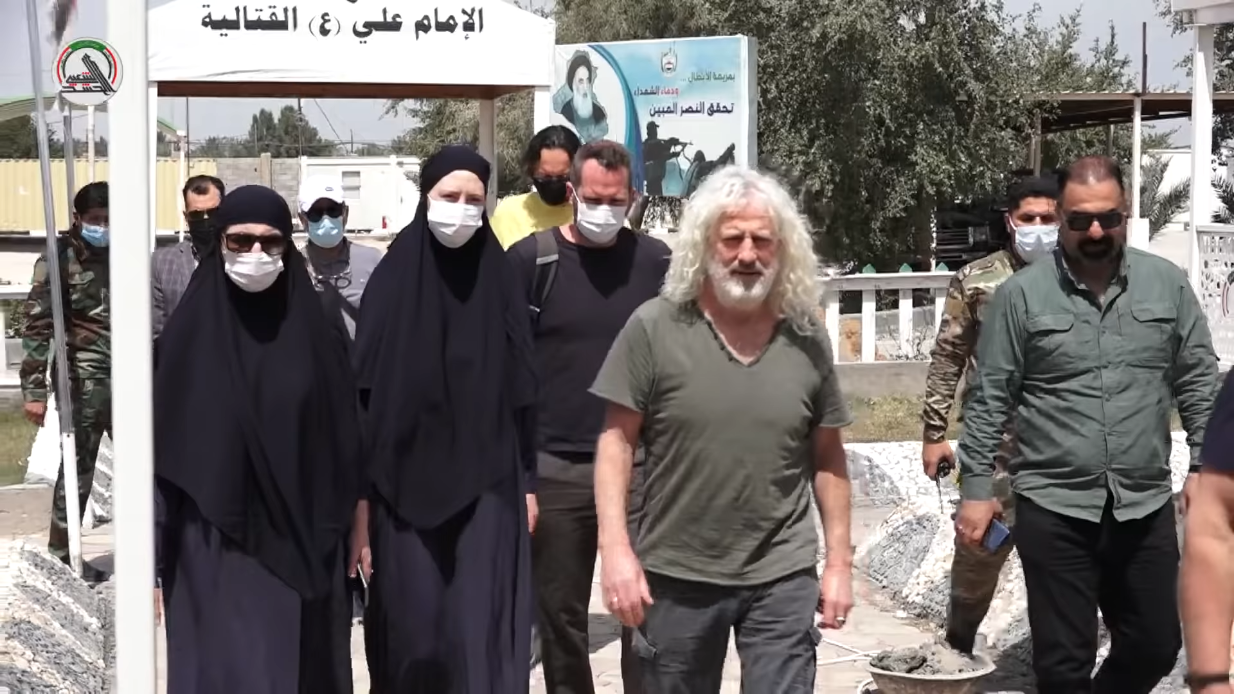
کلر دالی و میک والاس در بازدید از مقر نیروهای بسیج مردمی عراق موسوم به حشد شعبی در آوریل ۲۰۲۱

در آوریل ۲۰۲۱، پس از اینکه او به همراه میک والاس بعنوان نماینده پارلمان اروپا به عراق سفر کردند و با مقامات بسیج مردمی موسوم به حشد شعبی، شبه نظامیان عراقی مورد حمایت ایران، دیدار کردند، توسط مالکوم برن، عضو فیانا فایل، «خجالت ایرلند» نامیده شدند. برن گفته‌است: «این دو نماینده پارلمان اروپا با یک گروه شبه نظامی شیعه که همجنسگرایان را به قتل می‌رساند، دیدار کردند. گویی حمایت آنها از لوکاشنکو در بلاروس و حزب‌الله لبنان کافی نبود.»

### انتخابات ونزوئلا و اکوادور
در ژوئن ۲۰۲۱، دالی و والاس از جمله نمایندگان پارلمان اروپا بودند که توسط گروه حمایت از دموکراسی و هماهنگی انتخابات پارلمان اروپا به دلیل ایفای نقش به عنوان ناظر غیررسمی انتخابات در انتخابات پارلمانی دسامبر ۲۰۲۰ ونزوئلا و انتخابات سراسری اکوادور در آوریل ۲۰۲۱ بدون مجوز از اتحادیه اروپا مورد انتقاد قرار گرفتند. دالی و والاس تا پایان سال ۲۰۲۱ از انجام هرگونه تبلیغات انتخاباتی منع شدند. به آنها اخطار داده شد که هرگونه اقدام بعدی ممکن است منجر به اخراج آنها از پارلمان اروپا تا پایان دوره ریاستشان در سال ۲۰۲۴ شود. به گزارش روزنامه آیریش تایمز، در حالی که نمایندگان پارلمان اروپا می‌توانند سفرهای شخصی به خارج از کشور داشته باشند، دالی و والاس هیچ اشاره ای به این موضوع نکردند و گویی سفر آنها رسمی بوده‌است. دالی و والاس بیانیه مشترکی صادر کردند که در آن آمده بود: «این یک ترفند سیاسی از سوی احزاب راست میانه در پارلمان اروپا است و ما آن را به چالش خواهیم کشید. این سفرهای نظارتی انتخاباتی فریب دهنده نبودند. ما به دفعات اعلام کردیم که با هدف نظارت رسمی بر انتخابات، از اکوادور یا ونزوئلا بازدید نمی‌کنیم.»

### مخالفت با کلاه‌سفیدها
به دنبال حوادث حمله شیمیایی دوما که در ۷ آوریل ۲۰۱۸ به‌وقوع پیوست، کلر دالی خواستار تحقیقات «مستقل» دربارهٔ نقش سازمان دفاع مدنی سوری موسوم به کلاه‌سفیدها در حوادث دوما شد.

### روسیه
مواضع او و هم حزبی‌هایش دربارهٔ روسیه همواره موجب ایجاد تنش و عدم اتفاق در پارلمان اروپا می‌شود. وی خواستار حذف بخش مربوط به روسیه در قطعنامه سرنگونی پرواز شماره ۱۷ هواپیمایی مالزی بود.
در نوامبر ۲۰۲۲، دالی به قطعنامه اعلام روسیه به عنوان کشور حامی تروریسم «رای منفی» داد. او گفت: «من تهاجم روسیه به اوکراین را محکوم می‌کنم و خواستار عقب‌نشینی هستم… اما انجام چنین اقداماتی گزینه‌های مذاکره برای صلح را از بین می‌برد.»
در ۷ آوریل ۲۰۲۲، وی در پارلمان اتحادیه اروپا علیه وضع تحریم‌های مالی و اقتصادی علیه روسیه سخنرانی کرد. او معتقد است این اقدامات موجب ویرانی اقتصادی مردم روسیه و اروپایی‌ها خواهد شد. او اقدامات اتحادیه اروپا علیه روسیه را با مشارکت این کشور در جنگ‌های آمریکا در عراق، افغانستان و «نسل‌کشی عربستان سعودی در یمن» مقایسه کرد. او گفت که مجتمع نظامی صنعتی، «آتش» در «جنگ نیابتی» با روسیه را شعله‌ور می‌کند، زیرا اتحادیه اروپا «تسخیر صنعت تسلیحاتی» شده‌است.

### ایران
وی حمله حمله هوایی آمریکا به فرودگاه بین‌المللی بغداد که منجر به کشته شدن قاسم سلیمانی و ابومهدی المهندس شد، عملیات «ترور» قهرمانان مبارزه با تروریسم نامید.
به دنبال مرگ مهسا امینی در بازداشتگاه پلیس، کلر دالی خواستار تحقیقات شفاف در این زمینه شد و اعتراض بدون سرکوب را حق مردم ایران دانست. او که به قطعنامه اتحادیه اروپا علیه ایران رای ممتنع داده بود، خواستار عدم دخالت اتحادیه اروپا در اعتراضات ایران و همچنین عدم وضع تحریم‌های جدید علیه ایران شد چرا که حاصل این تحریم‌ها را ضربه به مردم ایران دانست. او گفت: «در حالی که بسیاری در ایران به پیشرفت اجتماعی نیاز دارند و به درستی نیاز دارند، این تصمیم آنها است که در ایران چه اتفاقی بیفتد، نه ما. بسیاری از آنها نمی‌خواهند ببینند که حکومتشان سرنگون شده یا کشورشان به روی هوس‌های غارتگرانه خارجی مانند گذشته باز شود که متأسفانه در اینجا بسیاری این را می‌خواهند.»